# Pancreas divisum

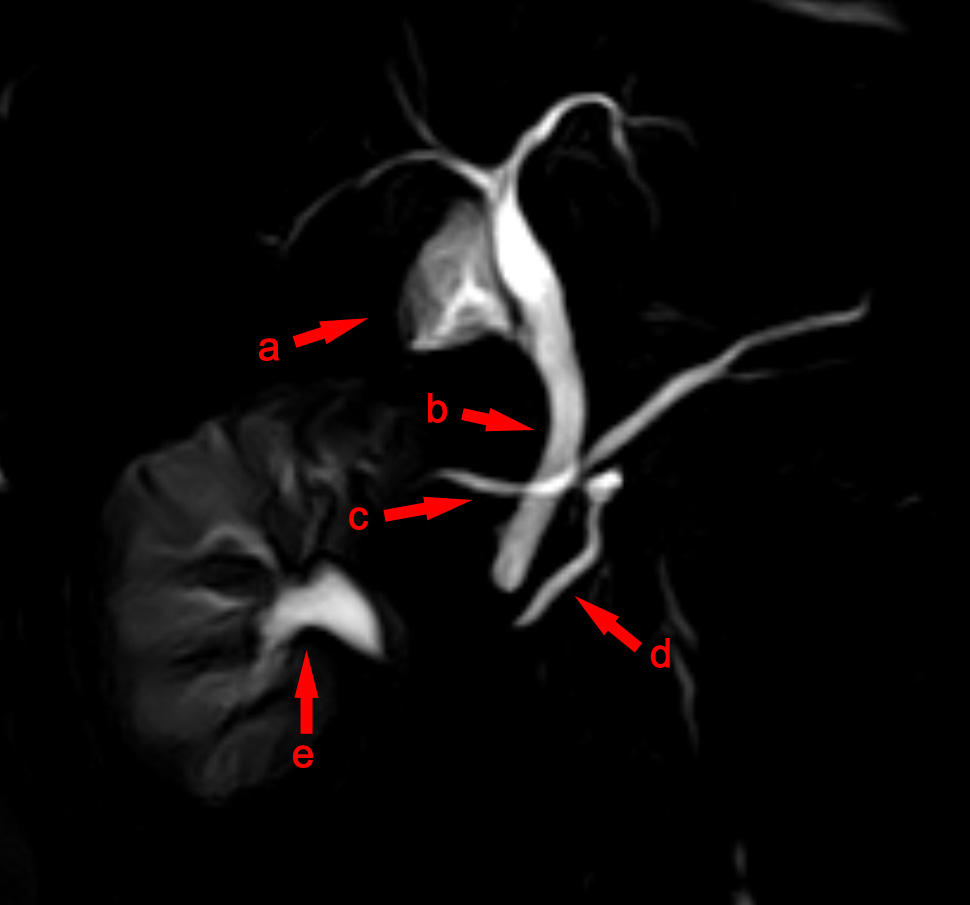
MRCP bei Pancreas divisum: (a) Gallenblase, (b) Gallengang, der den (c) langen Ductus pancreaticus accessorius kreuzt, (d) kurzer Ductus pancreaticus gemeinsam mit dem Gallengang zur Papilla duodeni major, (e) mit abgebildetes Nierenhohlsystem.

Ein Pancreas divisum (lat. divisus: getrennt) entsteht durch eine inkomplette Verschmelzung des dorsalen (Ductus pancreaticus accessorius) mit dem ventralen Ausführungsgang (Ductus pancreaticus) der Bauchspeicheldrüse (Pankreas) während der Fetalentwicklung. Somit münden die beiden Gänge über getrennte Papillen (Papilla duodeni major und minor) in den Zwölffingerdarm.
Die relative Enge der Papilla duodeni minor soll die Ursache für die beim Pancreas divisum häufigeren akuten Pankreatitiden darstellen.
Das Pancreas divisum ist die häufigste angeborene Fehlbildung des Pankreas. Bei bis zu 7,5 % der mittels endoskopisch retrograder Cholangiopankreatikographie (ERCP) untersuchten Patienten wird ein Pancreas divisum festgestellt.